# دختران! دختران! دختران!
دختران! دختران! دختران! (انگلیسی: Girls! Girls! Girls!) فیلمی در ژانر کمدی رمانتیک و موزیکال به کارگردانی نورمن تاروگ است که در سال ۱۹۶۲ منتشر شد.

## بازیگران
- الویس پرسلی
- استلا استیونس
- لورل گودوین
- رابرت استاروس
- فرانک پولیا
- گوین گوردن
- جک نیچه
- جرملی اسلیت
- نستور پایوا